# Войсковой арсенал (Новочеркасск)
Войсковой арсенал — здание в Новочеркасске.

## История
Здание арсенала проектировал архитектор Луиджи Руска. Оно было построено на углу проспекта Ермака и Троицкой площади в 1820 году войсковым архитектором К. К. Пейкором, который принимал самое активное участие в строительстве Новочеркасска в первые годы его существования.

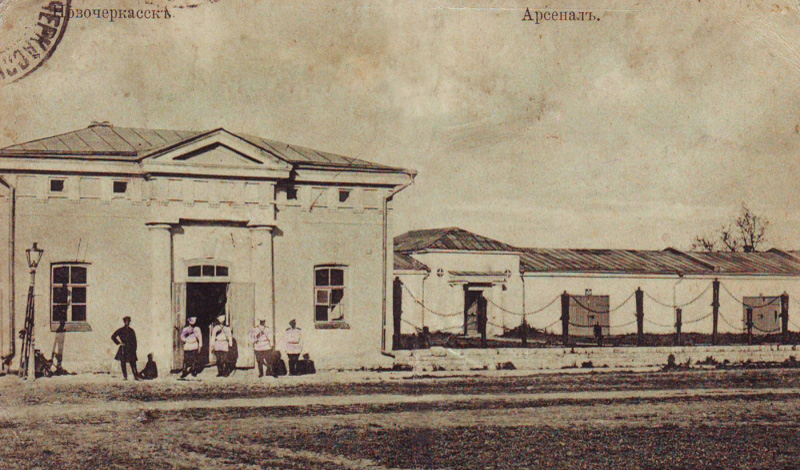
Один из входов в арсенал

Находясь по соседству с Триумфальной аркой на Петербургском спуске (ныне спуск Герцена) здание арсенала стилистически близко к ней. Этой постройкой Пейкор хотел связать в одно целое Петербургский спуск и проспект Ермака, ведущий к Соборной площади. Боковые крылья П-образного здания в один этаж имели на фасаде четырёхколонные портики, украшенные бронзовыми знаменами и воинскими регалиями (до настоящего времени не сохранились). На площадке перед арсеналом, огражденной цепями, также были установлены пушки и ядра, добытые казаками как в азовских сражениях, так и в результате обороны Таганрога от англо-французских интервентов, когда в июле 1855 года при высадке десанта ими был захвачен английский военный пароход «Джаспер».
В настоящее время в оставшихся частях арсенала находится войсковая часть.